# Johnny Dutch
Johnny Dutch (ur. 20 stycznia 1989 w Raleigh w stanie Karolina Północna) – amerykański lekkoatleta, specjalizujący się w biegu na 400 metrów przez płotki.

## Osiągnięcia
- srebrny medal Mistrzostw Świata Juniorów w Lekkoatletyce (Bydgoszcz 2008)

## Rekordy życiowe
- bieg na 400 m przez płotki – 47,63 (2010)